# Dallas Cowboys 2024
La stagione 2024 dei Dallas Cowboys è stata la 65ª della franchigia nella National Football League e la quinta con Mike McCarthy come capo-allenatore.

## Scelte nel Draft 2024
| Scelte dei Cowboys nel Draft 2024 |        |                                     |                                     |                                     |
| Giro                              | Scelta | Giocatore                           | Ruolo                               | College                             |
| 1                                 | 29     | Tyler Guyton                        | OT                                  | Oklahoma                            |
| 2                                 | 56     | Marshawn Kneeland                   | DE                                  | Western Michigan                    |
| 3                                 | 73     | Cooper Beebe                        | G                                   | Kansas State                        |
| 3                                 | 87     | Marist Liufau                       | LB                                  | Notre Dame                          |
| 4                                 | 124    | Scambiata con i San Francisco 49ers | Scambiata con i San Francisco 49ers | Scambiata con i San Francisco 49ers |
| 5                                 | 159    | Scambiata con i Kansas City Chiefs  | Scambiata con i Kansas City Chiefs  | Scambiata con i Kansas City Chiefs  |
| 5                                 | 174    | Caelen Carson                       | CB                                  | Wake Forest                         |
| 6                                 | 216    | Ryan Flournoy                       | WR                                  | Southeast Missouri State            |
| 7                                 | 233    | Nathan Thomas                       | OT                                  | Louisiana                           |
| 7                                 | 244    | Justin Rogers                       | DT                                  | Auburn                              |

## Staff
| Staff dei Dallas Cowboys |
| --- |
| Organi dirigenziali - Proprietario/Presidente/General manager – Jerry Jones - Direttore senior delle operazioni del football/amministrazione del football – Todd Williams - Direttore del salary cap & contratti dei giocatori – Adam Prasifka - Vice presidente del personale dei giocatori – Will McClay - Direttore degli osservatori dei college – Lionel Vital - Direttore degli osservatori dei professionisti – Alex Loomis - Assistente direttore osservatori dei college – Chris Hall Capo allenatore - Mike McCarthy - Assistente c.a. – Rob Davis Altri allenatori - Preparatore atletico – Harold Nash - Assistente p.a. – Kendall Smith - Assistente p.a. – Cedric Smith Allenatori dell'attacco - Coordinatore offensivo – Kellen Moore - Quarterback – Doug Nussmeier - Running back – Skip Peete - Wide receiver – Robert Prince - Tight end – Lunda Wells - Offensive line – Joe Philbin - Assistente offensive line – Jeff Blasko - Controllo qualità attacco – Chase Haslett Allenatori della difesa - Coordinatore difensivo – Mike Zimmer - Defensive line – Jeff Zgonina - Assistente defensive line – Greg Ellis - Linebacker – Scott McCurley - Secondary/gioco sui passaggi – Joe Whitt Jr. - Defensive back – Al Harris - Assistente difesa senior – George Edwards - Controllo qualità difesa – Cannon Matthews Allenatori dello special team - Coordinatore dello special team – John Fassel - Assistente special team – Joe Bowden - Assistente – Scott Tolzien |

## Roster
| Roster dei Dallas Cowboys |
| --- |
| Quarterback - 15 Trey Lance - 4 Dak Prescott - 10 Cooper Rush Running Back - 23 Rico Dowdle - 15 Ezekiel Elliott - 40 Hunter Luepke FB - 42 Deuce Vaughn Wide Receiver - 83 Jalen Brooks - 3 Brandin Cooks - 80 Ryan Flournoy - 88 CeeDee Lamb - 1 Jalen Tolbert - 9 KaVontae Turpin Tight End - 87 Jake Ferguson - 86 Luke Schoonmaker - 89 Brevyn Spann-Ford - 81 John Stephens Jr. Offensive Linemen - 66 T.J. Bass G - 56 Cooper Beebe C - 60 Tyler Guyton T - 67 Brock Hoffman C - 70 Zack Martin G - 76 Asim Richards T - 73 Tyler Smith G - 78 Terence Steele T - 79 Matt Waletzko T Defensive Linemen - 99 Chauncey Golston DE - 93 Linval Joseph DT - 94 Marshawn Kneeland DE - 90 DeMarcus Lawrence DE - 97 Osa Odighizuwa DT - 11 Micah Parsons DE - 98 Jordan Phillips DT - 58 Mazi Smith DT - 91 Tyrus Wheat DE Linebacker - 18 Damone Clark OLB - 57 Buddy Johnson MLB - 50 Eric Kendricks MLB - 35 Marist Liufau OLB - 13 DeMarvion Overshown OLB Defensive Back - 14 Markquese Bell SS - 25 Andrew Booth Jr. CB - 21 Caelen Carson CB - 7 Trevon Diggs CB - 29 C.J. Goodwin CB - 28 Malik Hooker FS - 2 Jourdan Lewis CB - 24 Israel Mukuamu CB - 30 Juanyeh Thomas FS - 6 Donovan Wilson SS Special Team - 5 Bryan Anger P - 17 Brandon Aubrey K - 44 Trent Sieg LS Lista delle riserve - 26 DaRon Bland CB (IR-DRF) - 64 Earl Bostick Jr. T (IR) - 71 Chuma Edoga T (IR) - 93 Viliami Fehoko DE (IR) - 51 Durrell Johnson DE (IR) - 62 Nathan Thomas T (IR) - 54 Sam Williams DE (IR) Squadra di allenamento - 75 Josh Ball T - 31 Josh Butler CB - 20 Dalvin Cook RB - 34 Malik Davis RB - 95 Denzel Daxon DT - 85 Princeton Fant TE - 43 Kemon Hall CB - 47 Darius Harris LB - 84 Kelvin Harmon WR - 96 Phil Hoskins DT - 33 Emany Johnson SS - 55 Carl Lawson DE - 59 Brock Mogensen LB - 16 Jalen Moreno-Cropper WR - 27 Amani Oruwariye CB - 65 Dakoda Shepley T - 41 Nick Vigil LB Roster aggiornato al 3 settembre 2024 53 attivi, 7 inattivi, 16 nella squadra di allenamento |
| Legenda - I rookie sono in corsivo. - Il primo ruolo è il principale mentre gli eventuali successivi indicano i ruoli secondari. - (IR) sta per Injured Reserve ed indica la lista ristretta per un solo giocatore infortunato che può tornare ad allenarsi dopo la settimana 6 e a rientrare in prima squadra dopo che questa ha giocato 8 partite. - (NF-Inj.) / (NF-Ill.) stanno rispettivamente per Non-Football Injured e Non-Football Illness ed indicano le liste dove viene inserito un giocatore che ha un infortunio o una malattia non dipendente dal football americano. - (PUP) sta per Physically Unable to Perform ed indica la lista dove viene inserito un giocatore mentre è in attesa di recuperare la condizione fisica. Nella stagione regolare dopo la sesta partita giocata dalla propria squadra, il giocatore ha tempo tre settimane per riprendere ad allenarsi, più tre settimane aggiuntive dal suo rientro agli allenamenti per rientrare in prima squadra. |

## Precampionato
Il 15 maggio 2024, insieme con il calendario della stagione regolare, furono annunciate le gare del precampionato.
| Precampionato |           |           |                      |           |        |                   |              |         |
| Settimana     | Data      | Ora (CT)  | Avversario           | Risultato | Record | Stadio            | TV           | Sintesi |
| 1             | 11 agosto | 3:25 p.m. | @ Los Angeles Rams   | S 12-13   | 0-1    | SoFi Stadium      | CBS 11 (CBS) | Sintesi |
| 2             | 17 agosto | 9:00 p.m. | @ Las Vegas Raiders  | V 27-12   | 1-1    | Allegiant Stadium | CBS 11 (CBS) | Sintesi |
| 3             | 24 agosto | 3:00 p.m. | Los Angeles Chargers | S 19-26   | 1-2    | AT&T Stadium      | CBS 11 (CBS) | Sintesi |

## Stagione regolare

### Calendario
Il calendario della stagione regolare fu reso noto il 15 maggio 2024. Data e orario della gara di settimana 18 furono definiti il 29 dicembre, subito dopo lo svolgimento del diciassettesimo turno.
| Stagione regolare |                    |                    |                           |                    |                    |                         |                    |                    |
| Settimana         | Data               | Ora (CT)           | Avversario                | Risultato          | Record             | Stadio                  | TV                 | Sintesi            |
| 1                 | 8 settembre        | 3:25 p.m.          | @ Cleveland Browns        | V 33-17            | 1-0                | Huntington Bank Field   | Fox                | Sintesi            |
| 2                 | 15 settembre       | 12:00 p.m.         | New Orleans Saints        | S 19-44            | 1-1                | AT&T Stadium            | Fox                | Sintesi            |
| 3                 | 22 settembre       | 3:25 p.m.          | Baltimore Ravens          | S 25-28            | 1-2                | AT&T Stadium            | Fox                | Sintesi            |
| 4                 | 26 settembre       | 7:15 p.m.          | @ New York Giants (T)     | V 20-15            | 2-2                | MetLife Stadium         | Prime Video        | Sintesi            |
| 5                 | 6 ottobre          | 7:20 p.m.          | @ Pittsburgh Steelers (S) | V 20-17            | 3-2                | Acrisure Stadium        | NBC                | Sintesi            |
| 6                 | 13 ottobre         | 3:25 p.m.          | Detroit Lions             | S 9-47             | 3-3                | AT&T Stadium            | Fox                | Sintesi            |
| 7                 | Settimana di pausa | Settimana di pausa | Settimana di pausa        | Settimana di pausa | Settimana di pausa | Settimana di pausa      | Settimana di pausa | Settimana di pausa |
| 8                 | 27 ottobre         | 7:20 p.m.          | @ San Francisco 49ers (S) | S 24-30            | 3-4                | Levi's Stadium          | NBC                | Sintesi            |
| 9                 | 3 novembre         | 12:00 p.m.         | @ Atlanta Falcons         | S 21-27            | 3-5                | Mercedes-Benz Stadium   | Fox                | Sintesi            |
| 10                | 10 novembre        | 3:25 p.m.          | Philadelphia Eagles       | S 6-34             | 3-6                | AT&T Stadium            | CBS                | Sintesi            |
| 11                | 18 novembre        | 7:15 p.m.          | Houston Texans (M)        | S 10-34            | 3-7                | AT&T Stadium            | ESPN               | Sintesi            |
| 12                | 24 novembre        | 12:00 p.m.         | @ Washington Commanders   | V 34-26            | 4-7                | Northwest Stadium       | Fox                | Sintesi            |
| 13                | 28 novembre        | 3:30 p.m.          | New York Giants (T)       | V 27-20            | 5-7                | AT&T Stadium            | Fox                | Sintesi            |
| 14                | 9 dicembre         | 7:15 p.m.          | Cincinnati Bengals (M)    | S 20-27            | 5-8                | AT&T Stadium            | ESPN               | Sintesi            |
| 15                | 15 dicembre        | 12:00 p.m.         | @ Carolina Panthers       | V 30-14            | 6-8                | Bank of America Stadium | Fox                | Sintesi            |
| 16                | 22 dicembre        | 7:20 p.m.          | Tampa Bay Buccaneers (S)  | V 26-24            | 7-8                | AT&T Stadium            | NBC                | Sintesi            |
| 17                | 29 dicembre        | 1:00 p.m.          | @ Philadelphia Eagles     | S 7-41             | 7-9                | Lincoln Financial Field | Fox                | Sintesi            |
| 18                | 5 gennaio          | 1:00 p.m.          | Washington Commanders     | S 19-23            | 7-10               | AT&T Stadium            | Fox                | Sintesi            |

Note:
- Gli avversari della propria division sono in grassetto.
- Il simbolo "@" indica una partita giocata in trasferta.
- (M) indica il Monday Night Football, (T) il Thursday Night Football e (S) il Sunday Night Football.

## Premi

### Premi settimanali e mensili
- Brandon Aubrey:

giocatore degli special team della NFC del mese di settembre
giocatore degli special team della NFC della settimana 16
- KaVontae Turpin:

giocatore degli special team della NFC della settimana 12